# Joseph Stilwell

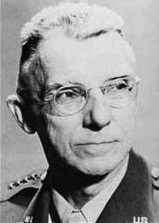
General Joseph Stilwell (1943)

Joseph Warren Stilwell (* 19. März 1883 in Palatka, Florida; † 12. Oktober 1946 in San Francisco, Kalifornien), genannt Vinegar Joe (dt. „Essig-Joe“) oder Uncle Joe (dt. „Onkel Joe“), war ein US-amerikanischer Vier-Sterne-General. Im Zweiten Weltkrieg bekleidete er herausgehobene, strategisch bedeutsame Führungspositionen vor allem in der Republik China, Burma und Indien.

## Leben
Stilwell durchlief eine glänzende militärische Karriere. Hoch dekoriert bereits im Ersten Weltkrieg, gehörte er im Zweiten Weltkrieg zur Gruppe der wenigen Vier-Sterne-Generäle. Hoch geschätzt am Anfang von Franklin D. Roosevelt – und mehr noch von George C. Marshall – war er der höchstrangige amerikanische Offizier auf dem chinesisch-burmesischen Kriegsschauplatz. Stilwell sprach fließend Chinesisch und Japanisch.
Stilwell, der zunächst auch als einer der Befehlshaber für den europäischen Kriegsschauplatz vorgesehen war, wurde – gegen seinen Wunsch – nach dem Eintritt der Vereinigten Staaten in den Zweiten Weltkrieg im Februar 1942 nach China entsandt, da er der einzige hochrangige Offizier in der US-Armee war, der Chinesisch sprach. Er wurde Chiang Kai-shek als Stabschef zur Seite gestellt. Stilwells Order war, Chiang Kai-shek zu Angriffen seiner Truppe auf japanische Stellungen zu motivieren. Als sich dann die Kämpfe in Burma entwickelten und die amerikanische Führung ein Kommando für den Kriegsschauplatz China-Burma-Indien (China Burma India Theater, CBI) einrichteten, wurde Stilwell auch dort als Oberbefehlshaber eingesetzt. Bekannte US-Einheiten, die unter seinem Oberbefehl standen, waren die Flying Tigers, die Transportmaschinen und Bomber, die „The Hump“ flogen, die Pioniere, die die Ledo-Straße bauten, und die Freiwilligengruppe Merrill’s Marauders. Stilwell ließ in Indien chinesische Einheiten in Divisionsstärke trainieren. Diese Einheiten wurden später erfolgreich im Kampf gegen die auf Indien vorstoßende japanische Armee eingesetzt.

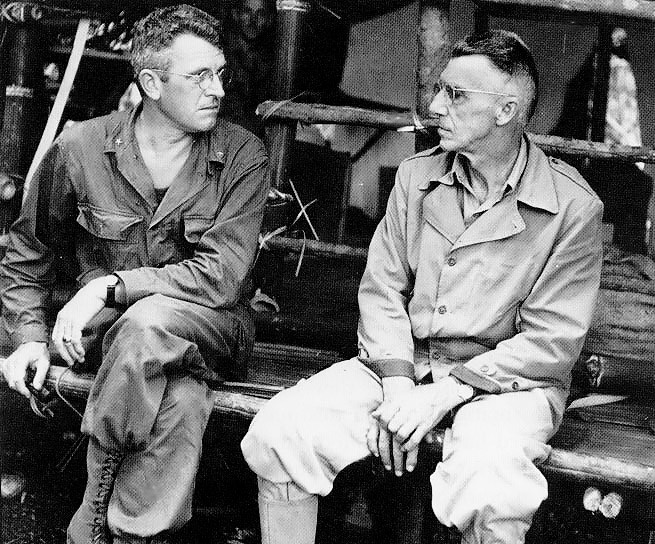
Brigadier General Frank Merrill (links), Kommandeur der Merrill’s Marauders, und Lieutenant General Joseph W. Stilwell (rechts) bei einem Treffen in der Nähe von Naubum in Burma

Joseph („Essig-Joe“) Stilwell gehört zu den umstrittensten und zugleich legendären Generälen der amerikanischen Militärgeschichte. Wenngleich es ihm manchmal an Taktgefühl und diplomatischem Gespür mangelte, wurde er für seine taktische Arbeit, seine Bereitschaft, im Feld und an der Front die Strapazen des einfachen Soldaten zu teilen, und insbesondere für seinen beharrlichen Einsatz für die Interessen der USA auf dem chinesisch-burmesischen Kriegsschauplatz hoch geschätzt. Berühmtheit erlangte er durch den Bau der Ledo-Straße, auch Stilwell Road genannt, die die US-amerikanischen Nachschub-Lieferungen an die nationalchinesischen Truppen Chiang Kai-sheks für den Kampf gegen Japan in China sichern sollte, durch den „heldenhaften Marsch durch Burma“, einen Rückzugs- und Rettungsmarsch durch unwegsames Gebiet mit 100 Infanteristen, sowie durch seine Tagebücher (Stilwell-Papers), die – von seiner Frau nach seinem Tode veröffentlicht – ihn zu einem wichtigen Zeitzeugen machten.

## Laufbahn
Stilwell graduierte 1904 an der United States Military Academy in West Point. Im Ersten Weltkrieg war er Aufklärungsoffizier beim IV. US-Korps und an der Planung der Offensive bei Saint-Mihiel beteiligt. Für seine Dienste bekam Stilwell die Distinguished Service Medal verliehen.
In den frühen 1930er Jahren war Colonel (Oberst) George C. Marshall – später Oberkommandierender aller amerikanischen Streitkräfte – der Leiter der akademischen Abteilung der Infanterieschule in Fort Benning und brachte Joseph Stilwell als Leiter der Taktikabteilung an die Schule.

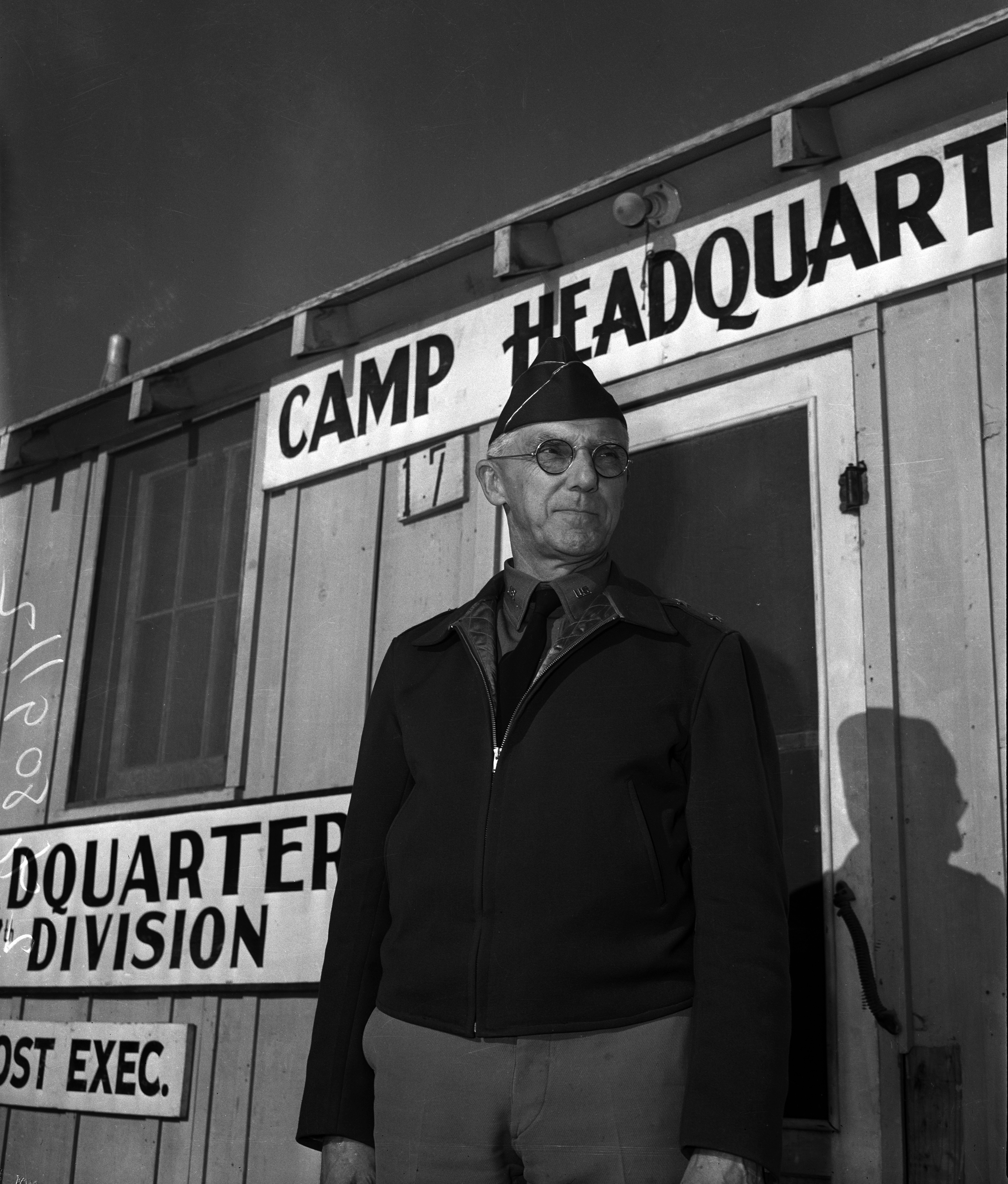
Joseph Stilwell (um 1940)

Während der sogenannten „Benning Revolution“ lehrten Marshall und Stilwell unter anderem, entgegen den Lehrmethoden anderer Schulen auf lange schriftliche Befehle zu verzichten und lieber eine grobe Richtung vorzugeben und den Rest von den Kommandanten auf dem Schlachtfeld regeln zu lassen. Stilwells Motto auf dem Schlachtfeld war daher auch: “Move, Shoot, Communicate” (deutsch: „bewegen, schießen, kommunizieren“). So war er auch ein Gegner komplizierter Manöver und Pläne, was auf seinen Unterricht abfärbte. Er kümmerte sich nicht darum, ob seine Schüler einen perfekten Aufsatz abgaben, sondern vielmehr, wie sie in Problemsituationen agierten, beispielsweise wenn sie in eine Falle gerieten.
Der spätere Generalmajor James M. Gavin sagte über Stilwell und seine Lehrmethoden:

“He was a superb officer in that position, hard and tough worker, and he demanded much, always insisting that anything you ask the troops to do, you must be able to do yourself.”

„Er war ein großartiger Offizier in der Position [Leiter der Taktikabteilung], [ein] harter und standhafter Arbeiter, und er verlangte viel, immer darauf beharrend, dass du das, was du den Truppen aufgibst, auch selbst tun können musst.“

Nach dem Ersten Weltkrieg war Stilwell dreimal in China eingesetzt. In dieser Zeit eignete er sich fließende Chinesischkenntnisse an. Von 1935 bis 1939 war er Militärattaché der USA in Nanjing. Von Juli 1940 bis September 1941 befehligte er die 7th Infantry Division.
In den Anfangstagen nach dem Kriegseintritt der USA in den Zweiten Weltkrieg suchte die Regierung einen Führungsoffizier, der in Ostasien – speziell auf dem CBI-Kriegsschauplatz (China-Burma-Indien) – eingesetzt werden könnte. Dieser sollte sich mit den komplexen sozialen und politischen Problemen auskennen, die ihn zwischen der britisch-indischen Armee und den nationalchinesischen Kräften unter ihrem politischen und militärischen Oberbefehlshaber Chiang Kai-shek erwarten würden. Zudem sollte er in der Lage sein, auf chinesischer Seite ein militärisches Kommando zu formen, das sich gegen die Japaner behaupten konnte. Obwohl Stilwell bei Kriegsbeginn nur ein Ein-Sterne-General war, brachte er alle Voraussetzungen für den Einsatz mit. Um auf der Führungsebene mit den britischen und chinesischen Offizieren gleichgestellt zu sein, wurde er um zwei Grade befördert. Als Lieutenant General (Generalleutnant) trat er Anfang Februar 1942 die Reise nach Indien an.

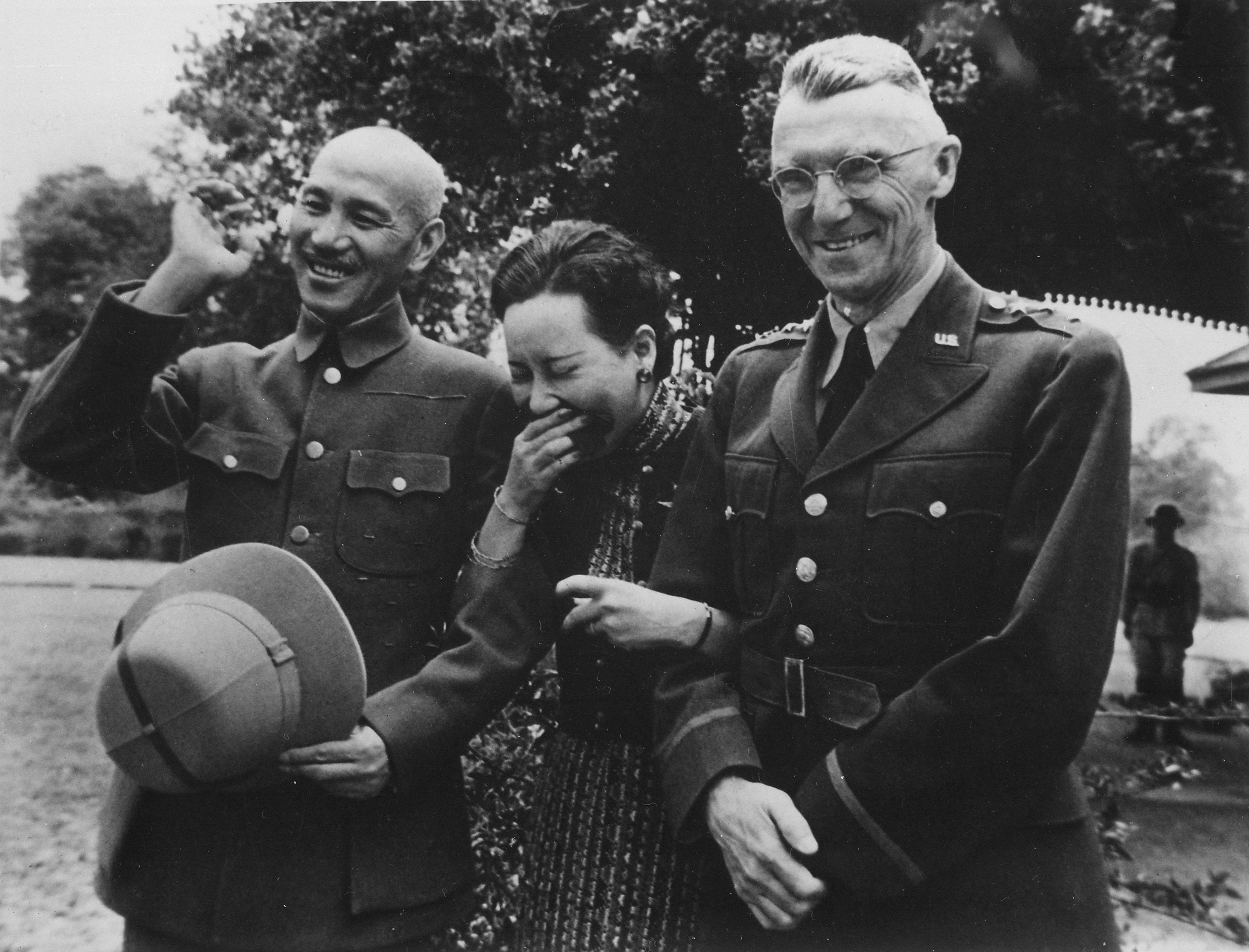
Stilwell mit Chiang Kai-shek und dessen Frau Song Meiling am 19. April 1942

Zu ersten Schwierigkeiten führten Unklarheiten und Uneinigkeiten zwischen Amerikanern und Briten über die machtpolitischen Interessen in CBI, die in sich gegenseitig blockierenden oder ineffizienten Kommandostrukturen zu Tage traten. Das CBI-Kommando war nicht als ein hierarchisch funktionierendes Hauptquartier gedacht, sondern mehr als ein verantwortliches Organ für die Verwaltung der dort stationierten militärischen Einheiten. Stilwell versuchte, den Instanzenweg zu durchbrechen, und kommunizierte direkt mit den Joint Chiefs of Staff über operationale Angelegenheiten, bis das Kommando an Admiral Lord Louis Mountbatten, den Oberbefehlshaber der Alliierten Streitkräfte in Südostasien, überging.
Eine weitere Position Stilwells war die Operationskontrolle über das Northern Combat Area Command (NCAC), das den nördlichen Frontabschnitt der Alliierten in Burma hielt. Stilwell war folglich mit unterschiedlichen Aufgaben betraut, die von ihm verlangten, an den verschiedensten Schauplätzen präsent zu sein. So musste er als Stabschef von Chiang Kai-shek in Chongqing sein, für das CBI in Kandy, Ceylon, und als NCAC-Kommandant nahe der Frontlinie in Burma. Die irrationalen alliierten Kommandostrukturen in Verbindung mit Stilwells Prinzipientreue führten unter anderem zu Auseinandersetzungen zwischen ihm und dem Befehlshaber der 11th Army Group, General George Giffard. Als NCAC-Kommandant unterstand er Giffard, aber als Angehöriger des Oberkommandos war er Giffards Vorgesetzter, weil das NCAC unter Giffards Kommando und nicht direkt dem Oberkommando unterstand. Ähnlich verhielt es sich mit Claire Chennault, dem Kommandanten der Flying Tigers, der den unbequemen Stilwell oftmals überging und direkt mit Chiang Kai-shek sprach. Anders als Chennault und Chiang Kai-shek vertrat Stilwell die Position, dass der Luftkrieg gegen die Japaner nicht ohne die Unterstützung von Infanteristen zur Sicherung der Luftstützpunkte gewonnen werden konnte, eine Vorhersage, die sich später bewahrheiten sollte.
In der indischen Hauptstadt führte er lange intensive Gespräche mit den Briten, die ihm ihr Misstrauen gegen die Chinesen ausdrückten und seine Hoffnungen auf eine militärische Gleichstellung der Chinesen enttäuschten. Die britischen Imperialinteressen und das überhebliche und chinafeindliche Auftreten britischer Offiziere auf dem CBI-Schauplatz mussten Stilwell widerstreben, der sich seit seiner Zeit als Diplomat mit Nachdruck für die Interessen des chinesischen Volkes eingesetzt hatte. So versuchte er, Chiang Kai-shek davon zu überzeugen, die chinesische Armee unter den Befehl des US-Militärs zu stellen, um die unterernährten und schlecht ausgerüsteten Divisionen auszubilden und mit den von den USA gelieferten Mitteln und Waffen (Lend-Lease-Politik) aufzubauen, die von Schmugglern und korrupten Warlords gehortet und zweckentfremdet wurden. Stilwell wollte nach 1941 eine schlagkräftige, offensive nationale chinesische Armee, Chiang hingegen vertrat den traditionellen chinesischen Standpunkt einer defensiven Verteidigungsarmee und erlaubte den USA nur zögerlich, in CBI militärisch aktiv zu werden.
Nachdem die chinesischen Häfen und zuletzt auch die burmesische Hafenstadt Rangun in japanische Hand gefallen waren, setzte sich Stilwell nachdrücklich für den Bau einer Versorgungsstraße zwischen Assam in Indien über Burma weiter nach Kunming in China ein, um den Nachschubweg für amerikanische militärische Lieferungen an die gegen Japan kämpfenden nationalchinesischen Truppen zu sichern. Diese Lieferungen nahmen den Seeweg von der Ostküste der USA durch den Atlantischen Ozean an Afrika vorbei und über den Indischen Ozean nach Karachi im heutigen Pakistan. Von dort ging es weiter per (großteils einspuriger) Bahn quer durch den indischen Subkontinent, anfangs noch ohne die erst 1943 fertiggestellte Verbindung über die Haora-Brücke, nach Assam in Nordostindien, wo die Lieferungen schließlich mittels einer gefahrenträchtigen und verlustreichen Luftbrücke – der sog. Hump – über den Himalaya nach China gelangten. Der letzte Abschnitt, die Luftbrücke, wurde nach einer langen Bauzeit schließlich durch die Straße ersetzt, deren Bau mit amerikanischer materieller und personeller Unterstützung erfolgte, durch höchst unwegsames Terrain führte und überaus schwierig in Stand zu halten war.
Aufgrund von Chiang Kai-sheks Blockadehaltung wurde der Druck von amerikanischer Seite vor dem Hintergrund eines fortschreitenden japanischen Vormarsches in Südchina zunehmend stärker und kompromissloser, was das Verhältnis zwischen ihrem Vertreter Stilwell und Chiang Kai-shek zunehmend verschlechterte. Als Stilwell dafür plädierte, die Mittel der Lend-Lease-Politik unter der Kuomintang und der kommunistischen roten Armee zur Verteidigung gegen die Japaner aufzuteilen, fürchtete Chiang Kai-shek, dass ein Aufrüsten der Kommunisten unweigerlich zum Verlust seiner Führungsposition führen musste. Chiang Kai-shek sah in den Kommunisten die größere Bedrohung, und die Japaner rangierten bei ihm nur an zweiter Stelle. Er hoffte, durch eine abwartende und defensive Haltung erreichen zu können, dass die Alliierten die Japanische Armee ohne chinesische Beteiligung zum Rückzug bewegten. Stilwell hingegen wollte Chiang dazu bewegen, eine gemeinsame Front gegen die Japaner zu bilden. Es erwies sich aber als ein unmögliches Unterfangen, die Furcht Chiangs vor den Kommunisten abzubauen und auf eine Verhandlungslösung hinzuarbeiten. Letztlich scheiterten Stilwells nicht immer diplomatisch geführte Bemühungen an der mangelnden politischen und militärischen Entschlossenheit der Kuomintang. Präsident Franklin D. Roosevelt beorderte Stilwell im Oktober 1944 in die USA zurück, offiziell wegen der rein persönlichen Differenzen mit Chiang Kai-shek, tatsächlich aber aus politischen Zugeständnissen an diesen und nachlassendem Interesse an einem entschlossenen Durchgreifen auf dem CBI-Schauplatz. Da die von General Mac Arthur militärisch umgesetzte amerikanische Strategie des Zurückdrängens Japans im Pazifik sehr erfolgreich war, wurde die Bedeutung Chiang Kai-sheks als Opponent Japans in China geringer. In dem Maße, in dem sich die Amerikaner aus CBI zurückzogen, verlor auch die Kuomintang rasch an Einfluss. Trotz ihrer zahlenmäßigen und militärischen Überlegenheit gegenüber Maos Truppen unterlagen sie schließlich und zogen sich nach Formosa (Taiwan) zurück. Stilwells Ansatz hätte den Beziehungen zwischen dem maoistischen China und den USA möglicherweise einen anderen Charakter gegeben.
Stilwells Verhältnis zu Großbritannien und insbesondere zur britischen Armeeführung in Indien und Burma war während des gesamten Krieges gespannt: Stilwell betrachtete die "Limeys", wie er die Briten verächtlich nannte, als anachronistische Monarchie, die wenig effizient für die Rekonstituierung eines bereits verflossenen kolonialen Britischen Empire kämpften, zu welchem Zwecke Stilwell US-amerikanische Truppen und Mittel nicht wollte missbrauchen lassen. Der Vizekönig Lord Wavell war für ihn ein müder, geschlagener Mann, den Oberkommandierenden Mountbatten hielt er für einen eitlen Selbstdarsteller. Die Briten ihrerseits sahen in Stilwell einen primitiven Draufgänger, dem die Einsicht in strategische Zusammenhänge fehlte. Trotz der Anglophobie Stilwells bestand eine gute Beziehung zwischen ihm und dem bei Kriegsende in Burma führenden britischen General Slim. In der neueren Forschung wird manchmal die Ansicht vertreten, dass Stilwells Reputation in wesentlichen Teilen eine Schöpfung der amerikanischen Medien war, die ihn zum „MacArthur des kleinen Mannes“ stilisierten. Stilwells nüchterne Einschätzung der nationalchinesischen Führung wurde von Roosevelt nicht geteilt. Die Position von Stilwell zwischen Chiang Kai-shek in Kunming, den Briten in Delhi und Kandy und der keineswegs monolithischen US-amerikanischen politischen und militärischen Führung war eine überaus schwierige.

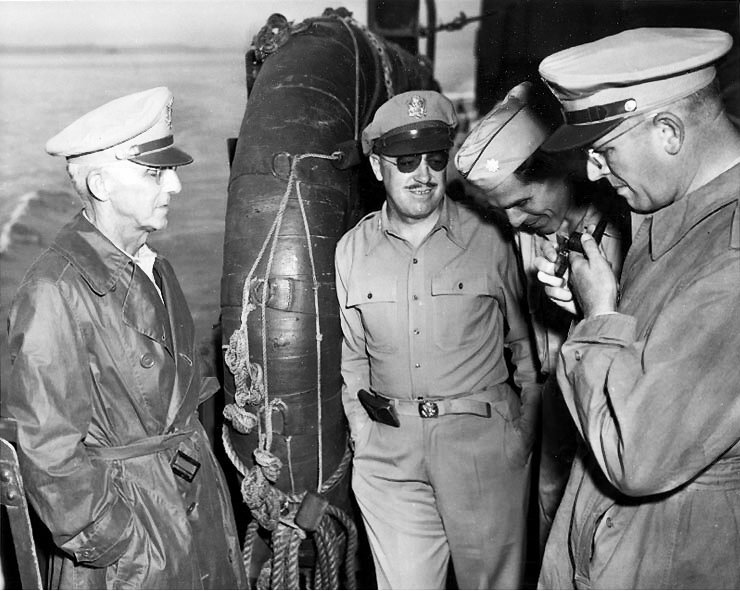
Stilwell (links) im Gespräch mit anderen US-Offizieren auf einem Zerstörer vor oder nach der japanischen Kapitulation am 2. September 1945

Stilwell übernahm zum Ende des Krieges noch das Kommando über die 10. US-Armee in der Schlacht um Okinawa, da sein Vorgänger auf der Insel ums Leben gekommen war.
1946 erhielt er den Oberbefehl über die 6. US-Armee im westlichen Verteidigungsraum. Am 12. Oktober 1946 verstarb er in San Francisco an Magenkrebs. Nach seiner Abberufung aus Kunming war er nie wieder nach China zurückgekehrt.
Sein Sohn, Brigadegeneral Joseph W. Stilwell Jr., bekannt als „Cider Joe“, diente während der frühen Jahre des Vietnamkriegs als Kommandant einer Nachschubeinheit. Er kam im Juli 1966 bei einem Flugzeugunglück nahe Hawaii ums Leben.

## Auszeichnungen
Auswahl der Dekorationen, sortiert in Anlehnung der Order of Precedence of Military Awards:
- Distinguished Service Cross
- Army Distinguished Service Medal
- Legion of Merit
- Ritter der französischen Ehrenlegion

## Trivia
Stilwell prägte im US-amerikanischen Militär das pseudolateinische Motto Illegitimi non carborundum.